# Long Sơn, Đắk Mil
Long Sơn là một xã thuộc huyện Đắk Mil, tỉnh Đắk Nông, Việt Nam.

## Địa lý
Xã Long Sơn nằm ở phía đông huyện Đắk Mil, có vị trí địa lý:
- Phía đông giáp huyện Krông Nô
- Phía tây giáp xã Đắk Sắk và xã Đức Mạnh
- Phía nam giáp xã Đắk Sắk và huyện Krông Nô
- Phía bắc giáp các xã Đức Mạnh và Đắk R'La.

Xã Long Sơn có diện tích 30,14 km², dân số năm 2019 là 1.531 người, mật độ dân số đạt 51 người/km².

## Hành chính
Xã Long Sơn được chia thành 4 thôn: Đông Sơn, Nam Sơn, Tân Sơn, Tây Sơn.

## Lịch sử
Xã Long Sơn được thành lập vào ngày 22 tháng 11 năm 2006 trên cơ sở điều chỉnh 3.058 ha diện tích tự nhiên và 2.198 người của xã Đắk Sắk.